# Jim Kale
Jim Kale (Winnipeg, 11 agosto 1943) è un cantautore e musicista canadese.

## Carriera
Kale è stato il primo bassista del gruppo rock canadese The Guess Who, in cui ha militato per un primo periodo 10 anni, dal 1965 al 1975, dal 2000 al 2002 e dal 2004 al 2016. Ha  coscritto e, raramente cantato  alcuni brani famosi della band. Da solista Ha realizzato diversi album collaborativi con lo storico chitarrista  Randy Bachman. Nel 2005, ha pubblicato il suo unico album solista. È inserito nella Canada's Walk of Fame.

## Discografia

### Solista
- 1982 - Now and Not Then

### Con i Guess Who
- 1969 - Canned Wheat
- 1970 - American Woman
- 1971 - Share the Land
- 1971 - So Long, Bannatyne
- 1972 - Rockin'
- 1972 - Artificial Paradise